# Naoeka (ISS-module)

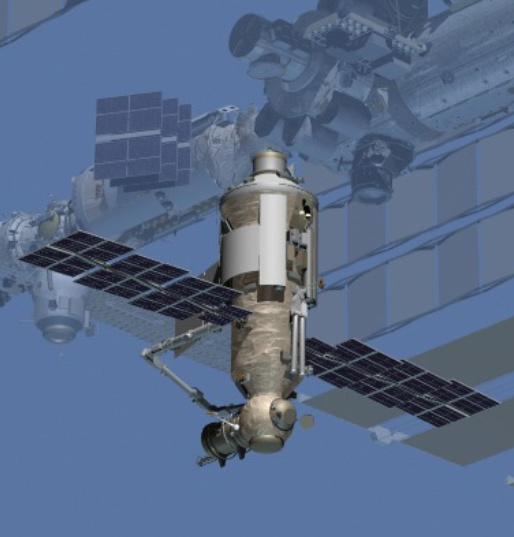
MLM gekoppeld aan het ISS

De Naoeka (Russisch: Нау́ка, Engels: Nauka), ook wel Multipurpose Laboratory Module (MLM) genoemd, is een in juli 2021 toegevoegd component van het internationale ruimtestation ISS. De module wordt gefinancierd door de Russische ruimte-agentschap Roskosmos.

## Functie
De MLM is gekoppeld aan de Zvezda-module en wordt gebruikt voor experimenten, vrachtopslag en het koppelen van andere ruimtevaartuigen. De MLM zal de primaire onderzoeksmodule zijn voor de Russen. De besturingssystemen kunnen gebruikt worden door het ISS als vervanging voor de bestaande systemen, indien nodig. Ook bevat de Naoeka een luchtsluis.

## Specificaties
- Lengte: 13 m
- Diameter: 4,11 m
- Massa: 20.300 kg
- Intern volume: 70 m³
- Werkruimtes: 12
- Zonnepaneelvermogen: 5,5 kW

## Geschiedenis
In de jaren 1990 omvatten de plannen van het Russische deel van ISS een aantal onderzoeksmodules die gekoppeld zouden worden aan Zarja en Zvezda. Sinds 2000 zijn deze plannen drastisch gewijzigd, met name door bezuinigingen op het budget. In augustus 2004 werd besloten om de MLM te bouwen van de reeds bestaande, maar nog niet voltooide Functional Cargo Block (FGB-2). De FGB-2 was gebouwd om de Zarja-module indien nodig te vervangen.
Eind 2005 kwamen ESA en de Russen overeen dat de European Robotic Arm tegelijk met de MLM gelanceerd zou worden. De robotarm zou aan de MLM bevestigd worden om later te worden ingezet.
Oorspronkelijk zou de MLM klaar zijn voor lancering in 2007 (met behulp van een Proton-raket). Door vertragingen werd deze lanceerdatum herhaaldelijk verschoven. In mei 2012 werd een gehoopte lanceerdatum in 2014 genoemd. Uiteindelijk zou de Naoeka na veel tegenslag pas op 21 juli 2021 met een Proton-M worden gelanceerd.

### Problematische vlucht naar het ISS
Na de lancering hield de tegenslag nog niet op. Een antenne van het KURS-navigatiesysteem klapte niet uit nadat dit was verholpen startte het KURS-systeem niet op en deed daarmee ook de voortstuwing van de Naoeka het niet. Uiteindelijk wist men op 25 juli ook die problemen te verhelpen en kon een koers naar een hogere baan worden ingezet. Op 26 juli werd ter voorbereiding de Pirs-module van het ISS afgekoppeld en uit zijn baan om de aarde gehaald zodat de Naoeka op 29 juli op de voormalige plaats van de Pirs aan de Nadir-poort van de Zvezda-module kon worden aangekoppeld. Ook na de aankoppeling waren er problemen. 

### Naoeka stuwers incident
Toen de ISS-bemanning een paar uur na de aankoppeling het luik van de Zvezda-module opende gaven de sensoren van Naoeka een signaal waardoor de boordcomputer van de Naoeka "dacht" dat deze niet langer was aangekoppeld en zich van het ISS moest verwijderen. Hierop begon de servicemodule van de Naoeka ongecontroleerd met zijn motoren te stuwen en werd het ISS daardoor zo’n 45 graden gekanteld met een rotatiesnelheid van ongeveer 1,5 grade per minuut. De stuwers van de Zvezda en een aangekoppelde Progress werden vervolgens gebruikt om de attitude te herstellen. Gedurende 25 minuten zouden de Zvezda en Progress stuwers tegenkracht bieden aan de Naoeka tot het lukte de motoren van de Naoeka af te zetten. NASA gaf aan dat de bemanning niet in gevaar is geweest. Menig ruimtevaartjournalist twijfelde echter aan de "niet gevaar"-lezing met als belangrijkste reden dat er voor het eerst in de geschiedenis van het ruimtestation (oefeningen daargelaten) het proces voor een eventueel stationsverlating van de bemanningscapsules werd voorbereid en de vluchtleiding aangaf opgelucht te zijn dat de zonnepanelen niet waren afgebroken. Als gevolg van de problemen met de Naoeka werd wel Starliner-testvlucht Boe-OFT 2, die de volgende dag naar het ISS had zullen lanceren, uitgesteld. Op 30 juli werden de brandstoftanks van de Naoeka afgeblazen zodat deze zijn motoren niet meer zomaar kon starten.

### Pritsjal aangekoppeld
Op 26 november 2021 werd het ISS voltooid toen de Pritsjal-node als laatste oorspronkelijk geplande ISS-module aan de Naoeka werd gekoppeld.

### Lekkage
Op 9 oktober 2023 ontstond een lek in de reserve radiator van de Naoeka waardoor koelvloeistof werd verloren. In december 2022 en februari 2023 had Roskosmos ook koelvloeistoflekkages in radiatoren van Sojoez- en Progress-ruimtevaartuigen ondervonden. Het gaat overigens om een radiator die al sinds 2010 in de ruimte is en eerder deel van de Rassvet-module uitmaakte.